# Heinrich Fink
Heinrich Fink (Sarata Raion, 1935. március 31. – 2020. július 1.
) német teológus, politikus és egyetemi tanár. A mai Ukrajna területén, besszarábiai családba született. A Szabad Német Ifjúság tagja volt. 1954 és 1960 között teológiai tanulmányokat folytatott a berlini Humboldt Egyetemen, az intézménynek 1990–1992 között rektora is volt.

## Publikációi
- Wie die Humboldt-Universität gewendet wurde. Erinnerungen des ersten frei gewählten Rektors, Ossietzky, Hannover, 2013, ISBN 978-3-9808137-0-9
- Zur Geschichte der Theologischen Fakultät Berlins. In: Wissenschaftliche Zeitschrift der Humboldt-Universität zu Berlin. Gesellschaftswissenschaftliche Reihe. 34. évf. (1985), 7. füz., 517–628 old.